# Русский Шанхай

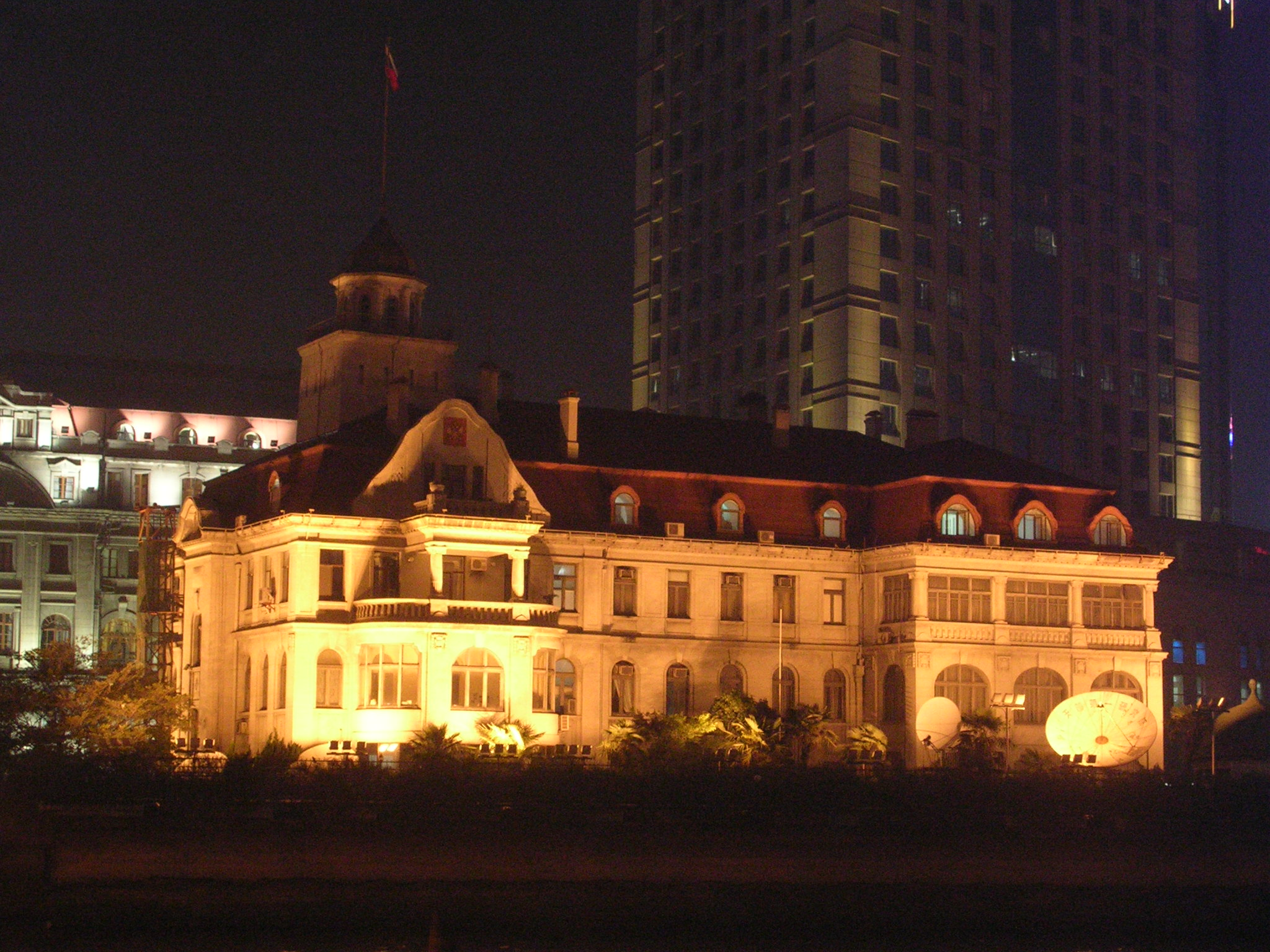
Здание консульства Российской империи — одно из старейших в Шанхае.

В промежутке между мировыми войнами в Шанхае, как и в Харбине, существовала крупная русская диаспора представителей первой волны эмиграции. По оценкам 1937 года, в Шанхае проживало около двадцати пяти тысяч русских, составлявших с большим отрывом самую многочисленную группу иностранцев в городе. Большинство из них эмигрировали с Дальнего Востока, где т. н. Чёрный буфер Белого движения сохранялся до осени 1922 года.

## История

### До революции
В конце XIX века царское правительство активно инвестировало в Маньчжурию, что позитивно сказывалось на товарообороте с Китаем. Когда было открыто регулярное пароходное сообщение между Владивостоком и Шанхаем, российские чаеторговцы начали селиться в коммерческой столице Китая — Шанхае. В 1905 году около 350 граждан России проживали в Шанхайском международном сеттльменте. Это были служащие Русско-Азиатского банка, пароходной компании Добровольного флота, русских чайных и мехоторговых фирм.
Для защиты их интересов в 1896 году в Шанхае открылось российское генеральное консульство. (Нештатное консульство России существовало в Шанхае с 1865 года). Первым генеральным консулом стал Павел Андреевич Дмитриевский. Здание консульства, до сих пор принадлежащее российской дипломатической миссии, относится к памятникам истории и архитектуры набережной Вайтань.

### Между мировыми войнами
Большая часть жителей русской колонии в Шанхае эмигрировала туда из Владивостока после падения Приамурского Края в конце Гражданской войны. Лишь одна эскадра адмирала Старка в 1922 году вывезла из Владивостока в Шанхай несколько тысяч белогвардейцев. Многие русские, привлечённые динамичным развитием экономики Шанхая, переселились на побережье из Маньчжурии в 1920-е годы. Финансовое положение не позволяло большинству из них переехать в Париж или Берлин, где существовали большие русские эмигрантские колонии, и они скапливались в Шанхае, который в это время был свободным портом, и для поселения там не требовались виза или вид на жительство.

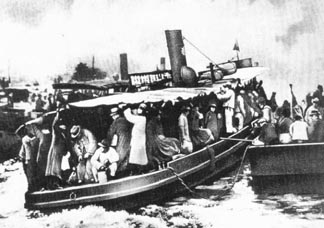
Прибытие русских эмигрантов в Шанхай (фото из газеты «Шанхайская заря» № 1307 от 23 февраля 1930)

Эмигранты в Шанхае могли жить довольно свободно и в безопасности, но условия в целом были далеки от идеальных. Все они были лицами без гражданства, так как Советское правительство лишило гражданства всех политических беженцев в 1921 году. Правда, ещё раньше, 8 сентября 1920 года Китайская Республика заявила, что более не признаёт консульства России в Китае, а 23 сентября прервала все связи с представителями Российской империи и отказалось признавать экстерриториальные права её граждан. Тем самым в одночасье русские в Китае оказались лицами без гражданства. Большинство из них имело только один документ, позволяющий передвижение — нансеновский паспорт, выданный Лигой Наций. В отличие от других живших в Китае иностранцев, они не обладали привилегиями, предоставляемыми экстерриториальностью, как то неподсудность китайским законам, сложным и практически непостижимым для иностранцев.
Эти условия ещё более ухудшались сложностями при поиске работы в Шанхае. В международном городе возможность найти работу была как минимум связана с удовлетворительным знанием английского, которым большинство эмигрантов поначалу не владели. Целые семьи зависели от доходов жён или дочерей, работавших танцевальными партнёршами по найму (англ. taxi dancers). Исследование, проведённое Лигой Наций в 1935 году, показало, что 22 % русских женщин в возрасте от 16 до 45 лет, вероятно, были вовлечены в проституцию.
Некоторые эмигранты смогли найти работу в колонии, например, преподавать музыку или французский. Женщины часто устраивались на работу портнихами, продавщицами и парикмахерами. Медленно, но верно диаспора превратилась в процветающую, как экономически, так и культурно.
12 декабря 1921 года педагог из Хабаровска А. Н. Русанов основал в Шанхае первое русское реальное училище. В середине 1930-х годов тут были открыты и другие русские школы, появились культурные и спортивные клубы. Выходили газеты на русском языке и русская радиостанция вела вещание. Появились театры драмы во главе с Томским и Прибытковой, балет, оперетта с Валиным и Орловской. В 1923—1924 гг. в Шанхае находились русские кадетские корпуса, эвакуированные из Владивостока. В 30-е годы на базе Приюта Св. Тихона Задонского были созданы кадетские классы.
Было заметно влияние местной православной церкви, возглавлявшейся в то время Иоанном, будущим епископом Сан-Францисским, причисленным позже к лику святых.
В Шанхае были популярны русские рестораны, располагавшиеся в районе с неофициальным названием англ. Little Russia. Русские музыканты, например, джазовый оркестр Олега Лундстрема, доминировали в шанхайской музыкальной среде. Александр Вертинский перебрался из Парижа в Шанхай и прожил в городе более десятка лет. Фёдор Шаляпин бывал в Шанхае на гастролях. Художник Владимир Третчиков, иногда называемый «королём китча», провёл свою юность в Шанхае. Русские преподаватели давали уроки балетного и драматического мастерства. Выдающаяся английская балерина Марго Фонтейн училась в Шанхае ребёнком у русских танцовщиков, один из которых, Георгий Гончаров, до революции входил в труппу Большого Театра в Москве.

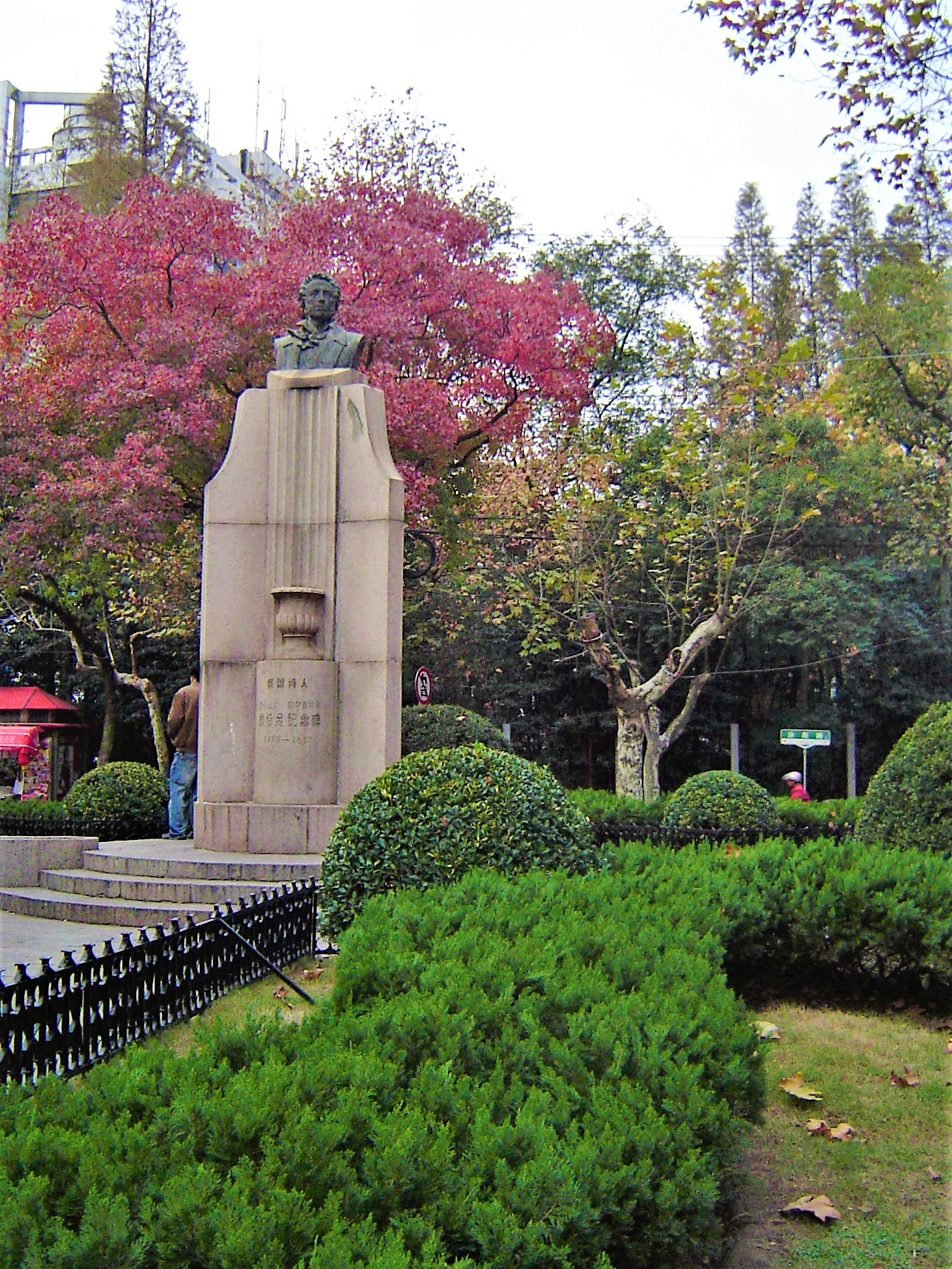
Памятник А. С. Пушкину в Шанхае

В 1927 году в составе возглавляемого британцами Шанхайского волонтёрского корпуса (добровольческого военизированного формирования, предназначенного для охраны порядка) был создан шанхайский русский полк численностью около 500 человек.
В составе полиции французской концессии Шанхая существовал вспомогательный русский отряд.

### Конец колонии
Шанхайская русская колония пережила японскую оккупацию. После окончания Второй мировой войны в Шанхае была развернута мощная агитация за «возвращение на родину» в СССР. Некоторые русские, решившие репатриироваться в СССР, вскоре оказались под следствием, как неблагонадёжные, и даже находились в заключении.

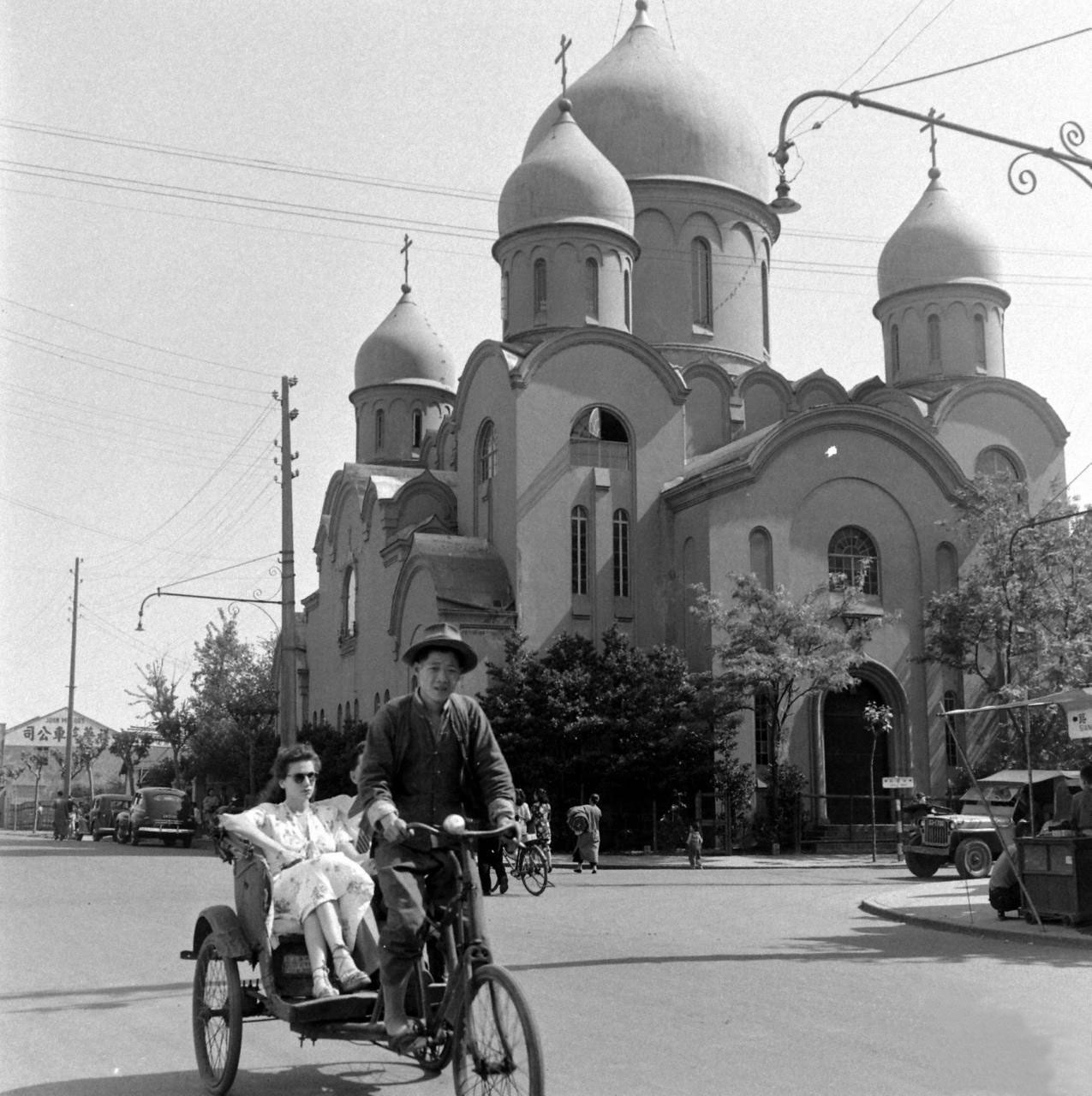
Русский православный храм в Шанхае в 1948 году

Русское население оставило город, когда к нему подходили коммунистические войска. В 1949 году сперва они были эвакуированы в лагерь беженцев на острове Тубабао на Филиппинах, а затем большинство оказались в США и Австралии. Практически все русские памятники в Шанхае были уничтожены во время Культурной революции. В частности, памятник Пушкину, на который собирали деньги по подписке, открытый к столетию со дня смерти поэта, был снесён в 1966 году и затем восстановлен в 1987. Православный Никольский собор, освящённый в 1933 году, был превращён в прачечную фабрику, и сейчас в нём действует музей-выставка.

## В кинематографе
- Русская эмигрантка из Шанхая в исполнении Риты Хейуорт — главная героиня классического фильма Орсона Уэллса «Леди из Шанхая» (1948).
- В 2005 году вышел английский фильм «Белая графиня», снятый режиссёром Джеймсом Айвори по сценарию Кадзуо Исигуро, героями которого являются русские эмигранты в Шанхае.